# علي أبو خمرة
علي أبو خمرة الحربي (مواليد 15 نوفمبر عام 1981) مخرج ومنتج منفذ من محافظة بابل العراقية.
نشأ في بغداد حتى نال شهادته الجامعية، ثم انتقل للعيش في الإمارات العربية المتحدة، حيث أسس شركته إيتانا للإنتاج التلفازي هو وأخيه المخرج مهند أبو خمرة الحربي في العاصمة دبي.

## نشأته
ولد في محافظة بابل في العراق سنة 1981, ثم انتقل إلى العاصمة بغداد بعمر 7 سنوات، درس في إعدادية الكندي هناك وأكمل دراسته الجامعية في الجامعة التكنولوجية قسم علم الحاسبات ونظم المعلومات ومن ثم انتقل للعيش في دولة الإمارات العربية.

## سيرته المهنية
بعد انتقاله إلى دولة الإمارات العربية المتحدة أسس مع أخيه المخرج ومصمم الكرافيكس مهند أبو خمرة شركة ايتانا للإنتاج التلفزيوني والسينمائي"Etana Production",
برز اسم المخرج علي أبو خمرة بشكل كبير وواضح من أولى أعماله في قناة الشرقية الفضائية حيث أخرج أول عمل له وكان برنامج بشار الذي كان يقدمه المطرب (بشار القيسي) أحد المشاركين في البرنامج العربي ستار أكاديمي.. ثم صعد نجم المخرج علي أبو خمرة من خلال إخراجه أول برنامج المسابقات والمغامرات لتلفزيون الواقع فري الاسطورة الذي ذاع صيته في العراق من الشمال وحتى الجنوب.. انتقل بعد هذا البرنامج لينتج عددا من المسلسلات الكوميدية حتى أنتج أول مسلسل كرتوني كوميدي عراقي موجّه لكبار العمر وهو مسلسل العتاك الذي حاز على أفضل عمل كوميدي عام 2011 وأنتج أول عمل كوميدي عراقي وعربي يتم تصويره بالكامل في البرازيل في مدينة ريو دي جانيرو.. وفي عام 2012 قام بإخراج وإنتاج أول مسلسل كوميدي استخدمت فيهِ تقنيات الكرافيكس وهو مسلسل أكبر كذاب الذي حاز على أفضل عمل كوميدي في مهرجان القاهرة في نفس العام. كما تميزت أعمال المخرج علي أبو خمرة بالنقد السياسي للوضع الراهن في العراق حيث كانت هذهِ الأعمال هي لسان المواطن العراقي لإيصال مشاكلهِ إلى السلطة الحاكمة في العراق.

## أهم أعماله
- هوى بغداد - (2019) - منتج منفذ - مسلسل درامي رومانسي
- أكبر كذاب - الجزء الثاني - (2013) - إخراج - مسلسل كوميدي
- شلش من حي التنك - (2013) - منتج منفذ - مسلسل كارتوني كوميدي
- أكبر كذاب - الجزء الأول - (2012) - إخراج - أول مسلسل كوميدي عراقي يتم استخدام تقنيات الكرافيكس فيه
- الريس - (2012) - منتج منفذ - مسلسل كارتوني كوميدي
- سامبا - (2011) - منتج منفذ - مسلسل كوميدي يعتبر أول مسلسل عراقي وعربي يصور بالكامل في البرازيل في مدينة ريو دي جانيرو
- العتاك - (2011) - منتج منفذ - أول مسلسل كرتوني عراقي كوميدي
- كناري - (2010) - منتج منفذ - مسلسل كوميدي
- فري الاسطورة - (2008) - مخرج ومنتج منفذ - أول برنامج مسابقات ومغامرات من تلفزيون الواقع في العراق
- بشار - (2007) - مخرج - برنامج توك شو

- حلم و خيال - (2022) - مخرج - مسلسل رومانسي اكشن

## الجوائز التي حصل عليها
- الجائزة الذهبية لأفضل عمل كوميدي في الوطن العربي في مهرجان القاهرة للإعلام العربي 2012 - مسلسل أكبر كذاب - الجزء الأول
- أفضل مسلسل كوميدي في العراق 2011 - مسلسل العتاك - الجزء الأول
- أفضل برنامج في العراق 2008 - برنامج فري الأسطورة
- جائزة الإبداع كأفضل مخرج في العراق 2008 - برنامج فري الأسطورة.

## شاهد بعض الأعمال
- مقدمة برنامج فري الاسطورة
- مقدمة مسلسل أكبر كذاب الجزء الأول
- مقدمة مسلسل أكبر كذاب الجزء الثاني
- مقدمة برنامج فري من الصين

## مواقع ذات صلة
- صفحة علي أبو خمرة في IMDb
- الموقع الرسمي للمخرج علي أبو خمرة
- علي أبو خمرة في قاعدة بيانات السينما العربية
- موقع شركة ايتانا للإنتاج التلفزيوني والإعلان

## روابط خارجية
- علي أبو خمرة على موقع IMDb (الإنجليزية)
- علي أبو خمرة على موقع قاعدة بيانات الأفلام العربية